# میشا شفیع
میشا شفیع (اردو: میشا شفیع؛ زادهٔ ۱ دسامبر ۱۹۸۱) بازیگر، مدل و خواننده اهل کشور پاکستان است. وی علاوه بر سینمای پاکستان، در سینمای بالیوود نیز بازی می‌کند.
او در فیلم بنیادگرای ناراضی بازی کرده است.